# Nidularium

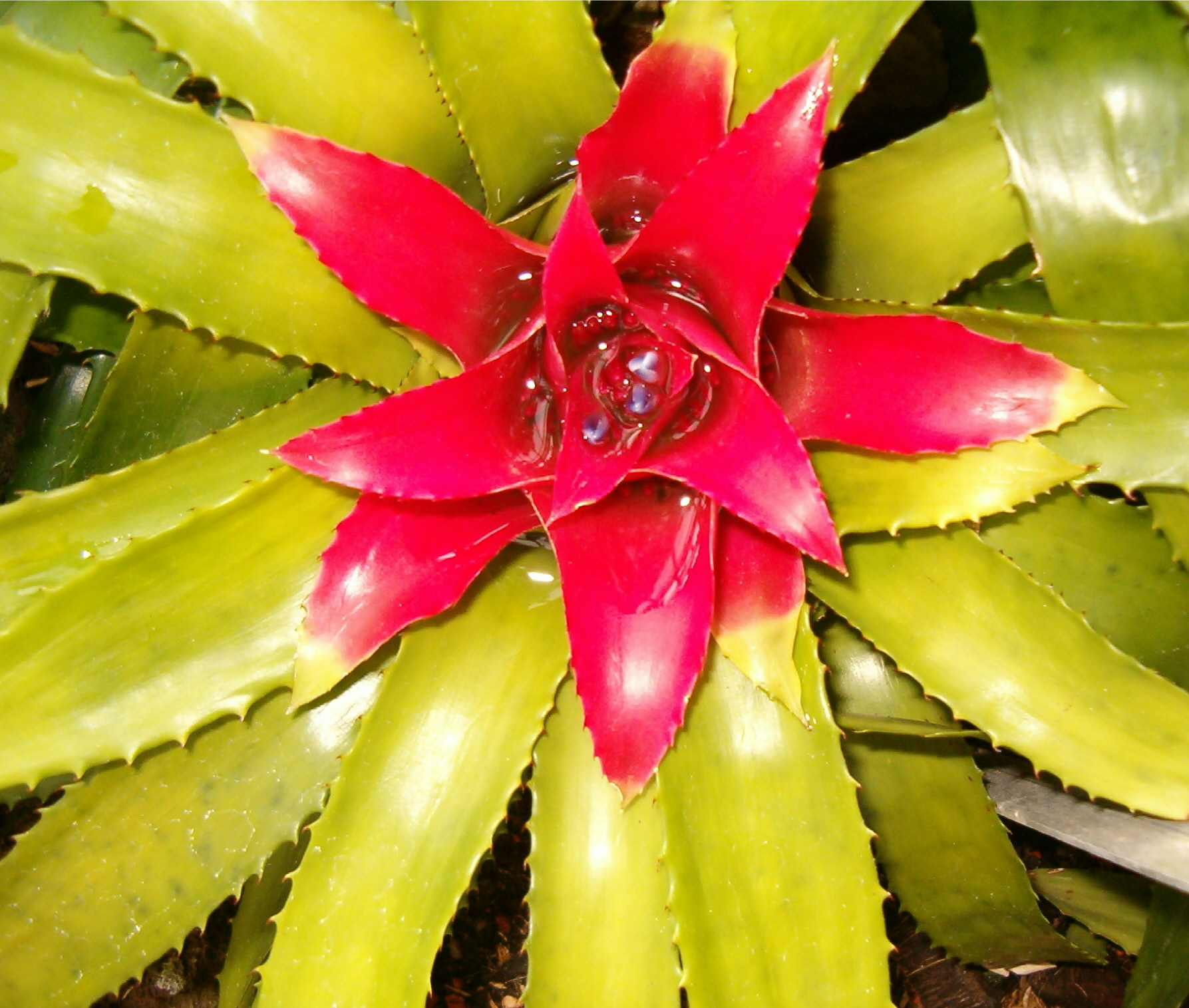
Nidularium fulgens.

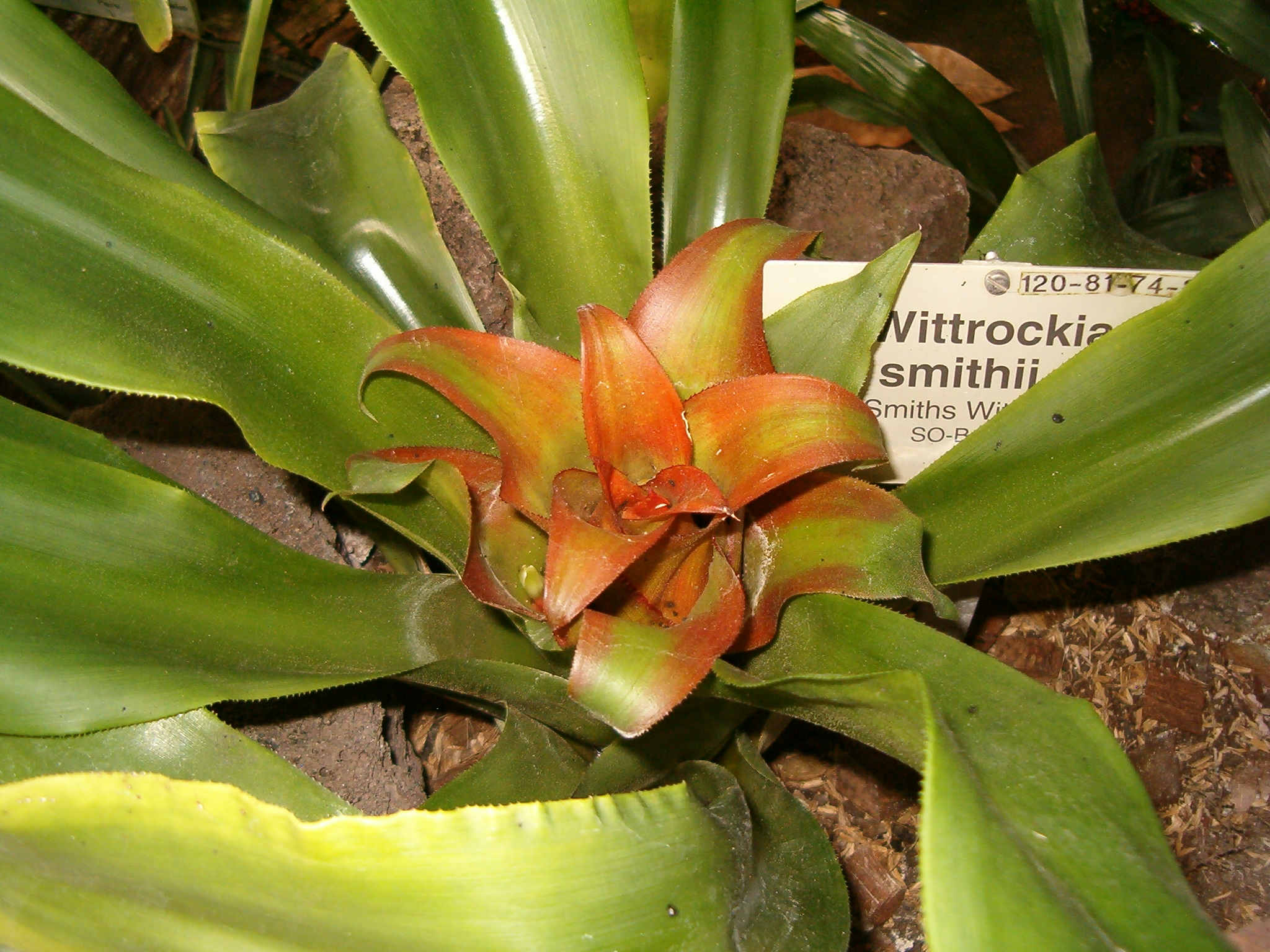
Nidularium amazonicum.

Nidularium Lem. é um género botânico pertencente à família Bromeliaceae, subfamília Bromelioideae.
As espécies deste gênero são nativas das regiões tropicais e subtropicais úmidas do Brasil.
O gênero foi nomeado para descrever à semelhança de um pequeno ninho ( do latim "nidus" = ninho e "arius" =referente a) produzido pelas inflorescências.
Este grupo de bromélias foi descrito pela primeira vez em 1854 e, devido a semelhança, é confundido com as Neoregelias.

## Espécies
O gênero Nidularium possui 55 espécies reconhecidas atualmente.
- Nidularium albiflorum (L.B.Sm.) Leme
- Nidularium alegrense Leme & L.Kollmann
- Nidularium altimontanum Leme
- Nidularium alvimii W.Weber
- Nidularium amazonicum (Baker) Linden & E.Morren ex Lindm.
- Nidularium amorimii Leme
- Nidularium angustibracteatum Leme
- Nidularium angustifolium Ule
- Nidularium antoineanum Wawra
- Nidularium apiculatum L.B.Sm.
- Nidularium atalaiaense E.Pereira & Leme
- Nidularium azureum (L.B.Sm.) Leme
- Nidularium bicolor (E.Pereira) Leme
- Nidularium billbergioides (Schult. & Schult.f.) L.B.Sm.
- Nidularium bocainense Leme
- Nidularium bocainensis Leme
- Nidularium burchellii (Baker) Mez
- Nidularium campo-alegrensis Leme
- Nidularium campos-portoi (L.B.Sm.) Leme
- Nidularium cariacicaense (W.Weber) Leme
- Nidularium catarinense Leme
- Nidularium corallinum (Leme) Leme
- Nidularium correia-araujoi E.Pereira & Leme
- Nidularium espiritosantense Leme
- Nidularium exiguum (E.Pereira & Leme) B.A.Moreira, Wand. & Martinelli
- Nidularium ferdinando-coburgii Wawra
- Nidularium ferrugineum Leme
- Nidularium fradense Leme
- Nidularium fulgens Lem.
- Nidularium innocentii Lem.
- Nidularium itatiaiae L.B.Sm.
- Nidularium jonesianum Leme
- Nidularium kautskyanum Leme
- Nidularium krisgreeniae Leme
- Nidularium linehamii Leme
- Nidularium longiflorum Ule
- Nidularium lymanioides E.Pereira & Leme
- Nidularium mangaratibense Leme
- Nidularium marigoi Leme
- Nidularium microps E.Morren ex Mez
- Nidularium minutum Mez
- Nidularium organense Leme
- Nidularium picinguabensis Leme
- Nidularium procerum Lindm.
- Nidularium pulcherrimum E.Pereira & Leme
- Nidularium purpureum Beer
- Nidularium rolfianum Leme
- Nidularium rosulatum Ule
- Nidularium rubens Mez
- Nidularium rutilans E.Morren
- Nidularium scheremetiewii Regel
- Nidularium seidelii L.B.Sm. & Reitz
- Nidularium serratum Leme
- Nidularium utriculosum Ule
- Nidularium viridipetalum Leme

## Cultivares
| - Nidularium 'Casimir Morobe' - Nidularium 'Chantrieri' - Nidularium 'Cherry Road' - Nidularium 'Digeneum' - Nidularium 'Don Roberts' - Nidularium 'Elfriede' - Nidularium 'Flamingo' - Nidularium 'Francois Spae' - Nidularium 'Karamea Morobe' - Nidularium 'Krakatoa' - Nidularium 'Leprosa' - Nidularium 'Litmus' - Nidularium 'Lubbersianum' - Nidularium 'Madame Robert Morobe' - Nidularium 'Madonna' | - Nidularium 'Miranda' - Nidularium 'Nana' - Nidularium 'Odd Ball' - Nidularium 'Orange Bract' - Nidularium 'RaRu' - Nidularium 'Red Queen' - Nidularium 'Regal Lady' - Nidularium 'Robert Reilly' - Nidularium 'Ruby Lee' - Nidularium 'Ruby Lee Too' - Nidularium 'Rusty' - Nidularium 'Sao Paulo' - Nidularium 'Something Special' - Nidularium 'Stripes' - Nidularium 'Vienna' |